# Picoo Z
Le Picoo Z (aussi connu en tant que Havoc Heli ou Honey Bee dans certains pays) est un modèle d'hélicoptère télécommandé miniature Indoor en polystyrène et plastique commercialisé par la firme chinoise Silverlit Toys.

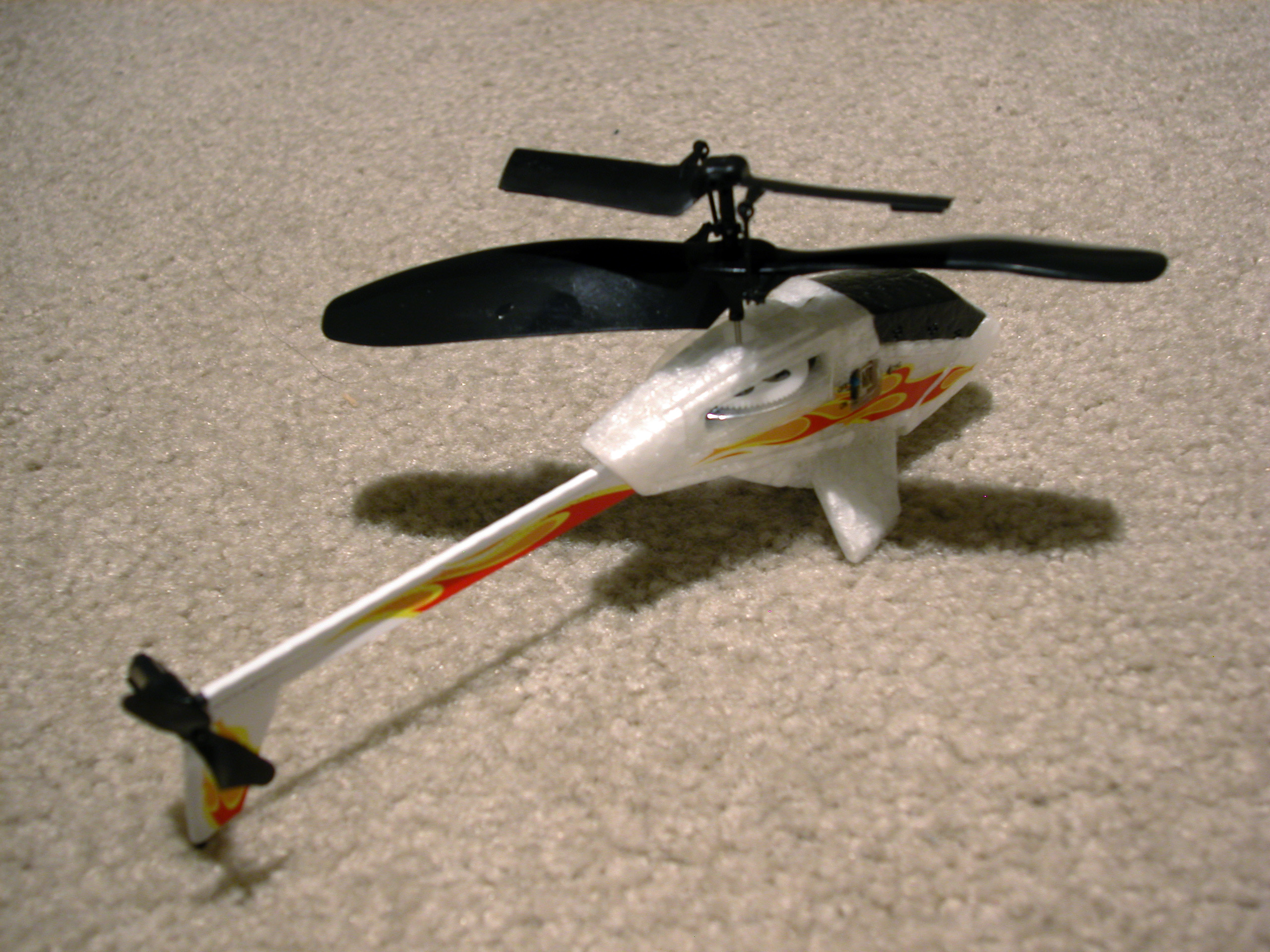
Vue arrière du Picoo Z

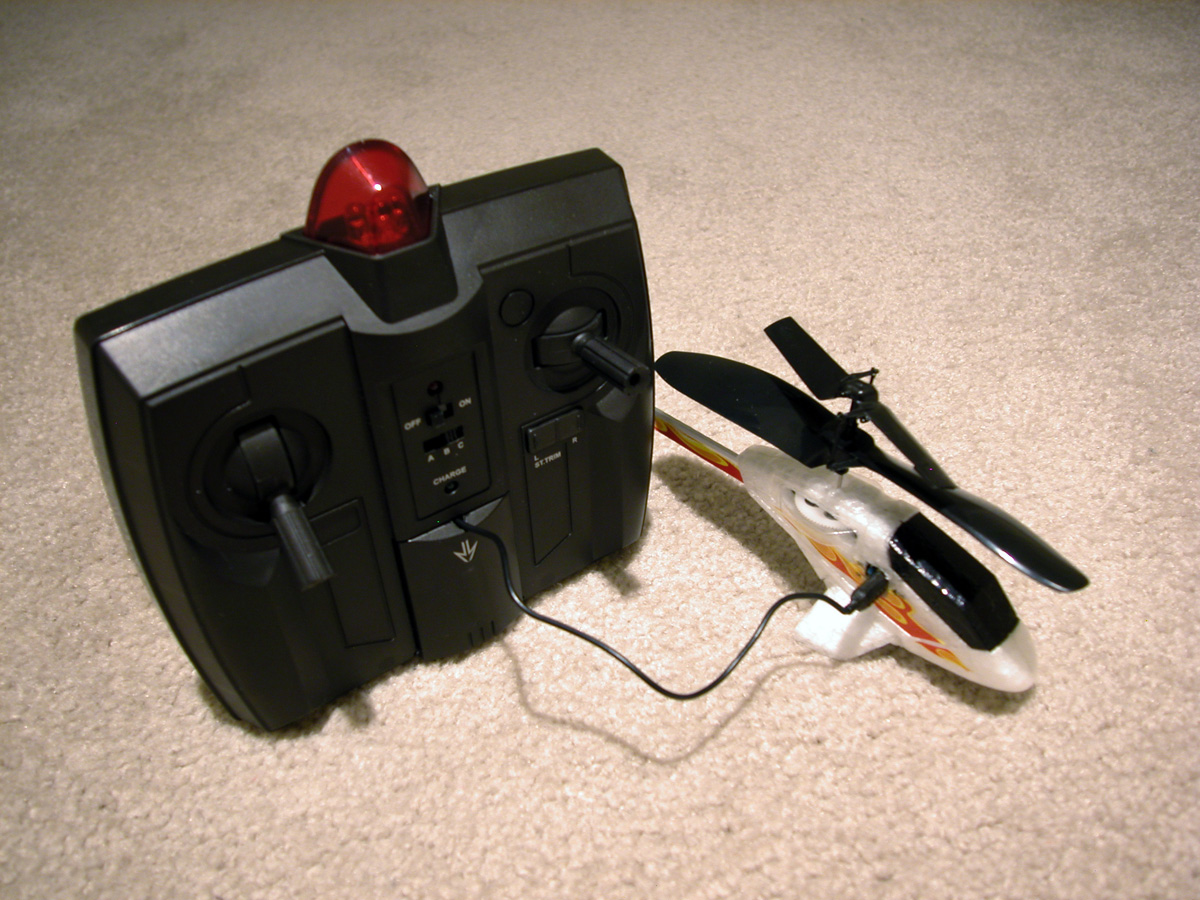
Picoo Z en charge via sa télécommande

## Caractéristiques et performances
Conçu par un belge, Alexander Van de Rostyne, le Picoo Z est le plus petit hélicoptère télécommandé du monde (Livre Guinness des records 2006). Pesant 10 grammes, le Picoo Z mesure 170 mm de long et son rotor principal a un diamètre de 130 mm. Il est contrôlé par une télécommande infrarouge à deux canaux, permettant des réglages de vitesse de rotation indépendants du rotor principal et du rotor de queue. Il est conçu pour le vol en lieux clos mais aussi en extérieur par temps calme. Le Picoo Z est construit en mousse EPP (Polypropylène expansé) et comprend une batterie LiPo rechargeable ainsi que deux micro moteurs. L'hélicoptère se recharge en se branchant sur sa télécommande. Le temps de charge est d'environ 20 minutes, procurant une autonomie de vol d'une dizaine de minutes. Son aire d'évolution est limitée par le rayon d'action de l'infrarouge de l'ordre de 10 mètres. La lumière ambiante peut avoir un impact sur la portée de la télécommande. Le prix de l'ensemble prêt à voler se situe aux environs de 25 €.
Le Picoo Z se caractérise par un rotor principal auto-stabilisé par un petit rotor couplé par deux biellettes  qui permet au pilote de ne pas se soucier de la stabilité du vol. Grâce à cette particularité, il suffit de donner suffisamment de puissance au rotor principal pour que la force ascensionnelle annule le poids du Picoo Z, permettant ainsi son décollage, ce qui rend la manœuvre très simple même pour un débutant.
Le moteur actionnant le rotor de queue du Picoo Z permet, en modifiant sa vitesse de rotation, des mouvements de lacet à droite ou à gauche, mais c'est là toute sa manœuvrabilité. La plupart des hélicoptères ainsi que les modèles réduits possède une interconnexion mécanique ou électronique des rotors principal et de queue. Ainsi quand la vitesse du rotor principal change (et donc modifie le couple), le rotor de queue suit pour compenser. Sur le Picoo Z, cette interconnexion est réalisée électroniquement.
Le pilote doit agir sur la télécommande afin d'empêcher une forte rotation de l'hélicoptère lors du décollage. Comme sur des machines plus puissantes, une utilisation agressive de la manette des gaz cause de forts mouvements de rotation de l'appareil, qui sont d'autant plus importants que la batterie est chargée.
Afin de simplifier la fabrication de la tête du rotor, le Picoo Z n'est pas muni de contrôles de pas collectif ni de pas cyclique, qui auraient permis au pilote un vol avant et arrière/gauche et droite à volonté lors d'un vol à l'horizontale. Le rotor utilise des pales à pas fixe et n'est pas muni d'un plateau cyclique. L'hélicoptère ne peut donc pas effectuer de transition du vol stationnaire au vol directionnel au gré du pilote.  
L'hélicoptère est livré avec trois contrepoids autocollants qui peuvent être fixés sur son nez afin – en surchargeant l'avant de l'appareil – de faire avancer celui-ci. Certains utilisateurs ajoutent un peu plus de poids sur le nez, ceci augmente la vitesse du vol directionnel mais réduit la capacité de décollage, augmente la décharge de la batterie et la vitesse horizontale à l'atterrissage.
D'autres modifications sont également possibles afin d'obtenir cet effet propulsif, dont une en particulier qui a le mérite de ne pas créer de surcharge pondérale notable: il s'agit de jouer sur l'appui aérodynamique créé par le souffle du rotor sur la structure de l'hélicoptère. Pour cela un morceau de scotch transparent (pour préserver l'esthétique) peut être collé sur le nez de l'appareil, en forme de fer à cheval, créant ainsi une sorte de cavité dans laquelle l'air piégé viendra créer un appui supplémentaire. Cet appui oblige l'appareil à s'incliner légèrement vers l'avant, ce qui le fait avancer. Le vol stationnaire n'est alors plus possible mais compensable par deux techniques : rotation sur place (en jouant sur la commande d'anticouple à fond) ou vol en spirale (modulation sur la commande d'anticouple).

## Popularité
Le Picoo Z est lancé en été 2006. À cause de l'engouement du public, les fabricants et distributeurs qui n'avaient pas prévu un tel succès se trouvent rapidement en rupture de stock. Cette popularité immédiate fait que certains revendeurs en profitent pour vendre le Picoo Z jusqu'à cinq fois son prix de base. Il y a également une vague de copies énorme provenant principalement de Chine qui sont lancées sur le marché. De fait, la plupart des jouets vendus par SilverLit sont fabriqués dans la maison-mère en Chine.
La popularité du Picoo Z a également conduit à la création de sites web, forums et manifestations de fans sur l'Internet,.

## Nouveaux Picoo Z
Trois nouveaux Picoo Z sont annoncés pour avril 2008 : 
- le Picooz MX-1, un mini Picoo Z de 10 cm existant en deux versions, extreme ou supreme ;
- le Picoo Z Atlas, semblable par sa taille au Picoo Z de première génération, mais qui possède trois voies ;
- le PicooZ TandemZ-1, très original car il possède deux rotors (s'inspirant ainsi des hélicoptères à double rotors : les Tandem ou Chinook). Il possède lui aussi trois voies.

## Source
- (en) Cet article est partiellement ou en totalité issu de l’article de Wikipédia en anglais intitulé « Picoo Z » (voir la liste des auteurs).